# Operacija Neptunovo kopje
Operacija Neptunovo kopje (izvirno angleško Operation Neptune's Spear) je bila ameriška vojaška operacija, katero je odobril predsednik ZDA Barack Obama z namenom prijetja ali usmrtitve Osame bin Ladna, vodje islamske teroristične skupine Al Kaida. Samo operacijo so 2. maja 2011 (po lokalnem času) izvedli pripadniki ameriške Naval Special Warfare Development Group (DEVGRU), pod poveljstvom Poveljstva združenih specialnih operacij ZDA, s sodelovanjem operativcem Centralne obveščevalne agencije (CIA).
Ameriški specialci so zapustili izhodiščno bazo v Afganistanu in nato napadli bin Ladnovo varno hišo v Bilal Townu (Abbottabad, Pakistan). Po napadu in ubitju bin Ladna so Američani s seboj vzeli njegovo truplo in ga prepeljali nazaj v Afganistan, kjer so opravili identifikacijo. V manj kot 24 urah po njegovi smrti so truplo pokopali na morju. Al Kaida je 6. maja preko objav na džihadskih spletnih straneh potrdila njegovo smrt ter hkrati tudi napovedala maščevanje za njegovo smrt.
Smrt bin Ladna je bila pozitivno sprejeta v ZDA, pri čemer so jo pozdravili tudi Ban Ki-moon (generalni sekretar Organizacije združenih narodov), NATO, Evropska unija ter večje število držav (med njimi tudi Slovenija), ki so to označili kot pozitiven in prelomen trenutek za globalno varnost in za vojno proti terorizmu. Vodja palestinskega Hamas v Gazi, Ismail Haniya, pa je obsodil njegovo smrt kot atentat muslimanskega in arabskega vojščaka.
Vlada Pakistana je bila pozneje deležna tudi številnih kritik glede neprijetja bin Ladna, kljub temu da je živel v zelo očitnem razkošju v večjem mestu, neposredno zraven Vojaške akademije Pakistana in le 50 km stran od prestolnice, Islamabad. Pakistanske oblasti so uradno zanikale, da so ščitile bin Ladna, rekoč da niso vedeli za njegovo bivališče.